# Giải bóng đá vô địch quốc gia Đức 2024–25
Giải bóng đá vô địch quốc gia Đức 2024–25 là mùa giải thứ 62 của Giải bóng đá vô địch quốc gia Đức, giải đấu bóng đá hàng đầu của Đức. Giải đấu bắt đầu vào ngày 23 tháng 8 năm 2024 và kết thúc vào ngày 17 tháng 5 năm 2025.
Mùa giải bước vào kỳ nghỉ đông sau vòng thi đấu thứ 15 vào ngày 22 tháng 12 năm 2024. Với lượt trận thứ 16, mùa giải  được tiếp tục vào ngày 10 tháng 1 năm 2025. Vòng thi đấu thứ 34 và cũng là vòng cuối cùng diễn ra vào ngày 17 tháng 5 năm 2025.
Bayer Leverkusen là đương kim vô địch, nhưng đã trở thành cựu vô địch sau vòng đấu thứ 32, và Bayern Munich trở thành tân vô địch trước 2 vòng đấu.

## Các đội bóng

### Thay đổi đội
Tổng cộng có 18 đội tham gia Bundesliga 2024–25, trong đó 16 đội là của mùa giải trước và 2 đội còn lại được thăng hạng từ Bundesliga 2.
| Thăng hạng từ Bundesliga 2 2023–24 | Xuống hạng từ Bundesliga 2023–24 |
| ---------------------------------- | -------------------------------- |
| Holstein Kiel FC St. Pauli         | SV Darmstadt 98 1.FC Köln        |

Holstein Kiel sẽ ra mắt, trở thành câu lạc bộ Bundesliga thứ 58 và là câu lạc bộ đầu tiên từ Schleswig-Holstein; trở lại Bundesliga sau 60 năm vắng bóng. Câu lạc bộ cũng sẽ thay thế Hansa Rostock trở thành câu lạc bộ cực bắc nhất trong lịch sử giải đấu.
FC St. Pauli trở lại Bundesliga sau 13 năm vắng bóng. Lần đầu tiên, FC St. Pauli chơi trong một mùa giải ở cấp độ cao hơn so với đối thủ địa phương Hamburger SV. Ngoài ra, thành phố Hamburg đã trở lại Bundesliga lần đầu tiên kể từ khi Hamburg SV xuống hạng vào mùa giải 2017-18.

### Sân vận động và địa điểm
| Đội                      | Địa điểm             | Sân vận động                   | Sức chứa | Tham khảo |
| ------------------------ | -------------------- | ------------------------------ | -------- | --------- |
| FC Augsburg              | Augsburg             | WWK Arena                      | 30.660   | [ 7 ]     |
| Union Berlin             | Berlin               | Stadion An der Alten Försterei | 22.012   | [ 8 ]     |
| VfL Bochum               | Bochum               | Vonovia Ruhrstadion            | 26.000   | [ 9 ]     |
| Werder Bremen            | Bremen               | Wohninvest Weserstadion        | 42.100   | [ 10 ]    |
| Borussia Dortmund        | Dortmund             | Signal Iduna Park              | 81.365   | [ 11 ]    |
| Eintracht Frankfurt      | Frankfurt            | Deutsche Bank Park             | 58.000   | [ 12 ]    |
| SC Freiburg              | Freiburg im Breisgau | Europa-Park Stadion            | 34.700   | [ 13 ]    |
| 1. FC Heidenheim         | Heidenheim           | Voith-Arena                    | 15.000   | [ 14 ]    |
| TSG Hoffenheim           | Sinsheim             | PreZero Arena                  | 30.150   | [ 15 ]    |
| Holstein Kiel            | Kiel                 | Holstein-Stadion               | 15.034   | [ 16 ]    |
| RB Leipzig               | Leipzig              | Red Bull Arena                 | 47.800   | [ 17 ]    |
| Bayer Leverkusen         | Leverkusen           | BayArena                       | 30.210   | [ 18 ]    |
| Mainz 05                 | Mainz                | Mewa Arena                     | 33.305   | [ 19 ]    |
| Borussia Mönchengladbach | Mönchengladbach      | Borussia-Park                  | 54.042   | [ 20 ]    |
| Bayern Munich            | Munich               | Allianz Arena                  | 75.000   | [ 21 ]    |
| FC St. Pauli             | Hamburg              | Millerntor-Stadion             | 29.546   | [ 22 ]    |
| VfB Stuttgart            | Stuttgart            | MHPArena                       | 60.058   | [ 23 ]    |
| VfL Wolfsburg            | Wolfsburg            | Volkswagen Arena               | 28.917   | [ 24 ]    |

### Nhân sự và trang phục
| Đội                      | Huấn luyện viên trưởng | Đội trưởng          | Nhà sản xuất trang phục | Nhà tài trợ áo đấu           | Nhà tài trợ áo đấu                      |
| Đội                      | Huấn luyện viên trưởng | Đội trưởng          | Nhà sản xuất trang phục | Đằng trước                   | Tay áo                                  |
| ------------------------ | ---------------------- | ------------------- | ----------------------- | ---------------------------- | --------------------------------------- |
| FC Augsburg              | Jess Thorup            | Jeffrey Gouweleeuw  | Mizuno                  | WWK Versicherung             | Siegmund                                |
| Union Berlin             | Steffen Baumgart       | Christopher Trimmel | Adidas                  | home to go_                  | JD Sports                               |
| VfL Bochum               | Dieter Hecking         | Anthony Losilla     | Mizuno                  | Vonovia                      | MTEL Đức / Herbert Grönemeyer (đấu Cúp) |
| Werder Bremen            | Ole Werner             | Marco Friedl        | Hummel                  | Matthäi                      | Ammerländer / HARALD PIHL (đấu Cúp)     |
| Borussia Dortmund        | Niko Kovač             | Emre Can            | Puma                    | 1&1/Evonik (đấu Cúp và UEFA) | GLS Group / Pluto TV (đấu Cúp và UEFA)  |
| Eintracht Frankfurt      | Dino Toppmöller        | Kevin Trapp         | Nike                    | Indeed.com                   | Elotrans reload                         |
| SC Freiburg              | Julian Schuster        | Christian Günter    | Nike                    | JobRad                       | Lexware                                 |
| 1. FC Heidenheim         | Frank Schmidt          | Patrick Mainka      | Puma                    | MHP                          | Voith                                   |
| TSG Hoffenheim           | Christian Ilzer        | Oliver Baumann      | Joma                    | SAP                          | hep global                              |
| Holstein Kiel            | Marcel Rapp            | Lewis Holtby        | Puma                    | Famila                       | Lotto Schleswig-Holstein                |
| RB Leipzig               | Zsolt Lőw              | Willi Orbán         | Puma                    | Red Bull                     | IHG Hotels & Resorts                    |
| Bayer Leverkusen         | Xabi Alonso            | Lukas Hradecky      | Castore                 | Barmenia Véicherungen        | Niedax / Talcid (đấu Cúp)               |
| Mainz 05                 | Bo Henriksen           | Silvan Widmer       | Jako                    | Kömmerling                   | iDM                                     |
| Borussia Mönchengladbach | Gerardo Seoane         | Jonas Omlin         | Puma                    | Reuter Gruppe                | Sonepar                                 |
| Bayern Munich            | Vincent Kompany        | Manuel Neuer        | Adidas                  | Deutsche Telekom             | Allianz / Audi (đấu Cúp và UEFA)        |
| FC St. Pauli             | Alexander Blessin      | Jackson Irvine      | Puma                    | Congstar                     | Astra Brauerei                          |
| VfB Stuttgart            | Sebastian Hoeneß       | Atakan Karazor      | Jako                    | Winamax                      | hep global                              |
| VfL Wolfsburg            | Daniel Bauer           | Maximilian Arnold   | Nike                    | Volkswagen                   | Linglong Tire                           |

### Thay đổi huấn luyện viên
| Đội               | HLV ra đi                               | Lý do                         | Thời gian  | Thời gian  | Vị trí trong BXH | HLV đến                                 | Ngày đến   | Ngày đến   | Tk.           |
| Đội               | HLV ra đi                               | Lý do                         | Công bố    | Chính thức | Vị trí trong BXH | HLV đến                                 | Công bố    | Chính thức | Tk.           |
| ----------------- | --------------------------------------- | ----------------------------- | ---------- | ---------- | ---------------- | --------------------------------------- | ---------- | ---------- | ------------- |
| Bayern Munich     | Thomas Tuchel                           | Thỏa thuận                    | 21/2/2024  | 30/6/2024  | Trước mùa giải   | Vincent Kompany                         | 29/5/2024  | 1/7/2024   | [ 29 ] [ 30 ] |
| SC Freiburg       | Christian Streich                       | Thỏa thuận                    | 18/3/2024  | 30/6/2024  | Trước mùa giải   | Julian Schuster                         | 22/3/2024  | 1/7/2024   | [ 31 ] [ 32 ] |
| VfL Bochum        | Heiko Butscher (tạm thời)               | Hết quản lý tạm thời          | 9/4/2024   | 30/6/2024  | Trước mùa giải   | Peter Zeidler                           | 3/6/2024   | 1/7/2024   | [ 33 ]        |
| Union Berlin      | Marco Grote (tạm thời)                  | Hết quản lý tạm thời          | 6/5/2024   | 30/6/2024  | Trước mùa giải   | Bo Svensson                             | 23/5/2024  | 1/7/2024   | [ 34 ]        |
| Borussia Dortmund | Edin Terzić                             | Thỏa thuận                    | 13/6/2024  | 30/6/2024  | Trước mùa giải   | Nuri Şahin                              | 14/6/2024  | 1/7/2024   | [ 35 ] [ 36 ] |
| St. Pauli         | Fabian Hürzeler                         | Ký bởi Brighton & Hove Albion | 15/6/2024  | 30/6/2024  | Trước mùa giải   | Alexander Blessin                       | 27/6/2024  | 1/7/2024   | [ 37 ] [ 38 ] |
| VfL Bochum        | Peter Zeidler                           | Sa thải                       | 20/10/2024 | 20/10/2024 | thứ 18           | Markus Feldhoff / Murat Ural (tạm thời) | 21/10/2024 | 21/10/2024 | [ 39 ] [ 40 ] |
| VfL Bochum        | Markus Feldhoff / Murat Ural (tạm thời) | Hết quản lý tạm thời          | 4/11/2024  | 4/11/2024  | thứ 18           | Dieter Hecking                          | 4/11/2024  | 4/11/2024  | [ 41 ]        |
| TSG Hoffenheim    | Pellegrino Matarazzo                    | Sa thải                       | 11/11/2024 | 11/11/2024 | thứ 15           | Christian Ilzer                         | 15/11/2024 | 15/11/2024 | [ 42 ] [ 43 ] |
| Union Berlin      | Bo Svensson                             | Sa thải                       | 27/12/2024 | 27/12/2024 | thứ 12           | Steffen Baumgart                        | 30/12/2024 | 2/1/2025   | [ 44 ] [ 45 ] |
| Borussia Dortmund | Nuri Şahin                              | Sa thải                       | 22/1/2025  | 22/1/2025  | thứ 10           | Mike Tullberg (tạm thời)                | 22/1/2025  | 22/1/2025  | [ 46 ] [ 47 ] |
| Borussia Dortmund | Mike Tullberg (tạm thời)                | Hết quản lý tạm thời          | 30/1/2025  | 2/2/2025   | thứ 10           | Niko Kovač                              | 30/1/2025  | 2/2/2025   | [ 48 ]        |
| RB Leipzig        | Marco Rose                              | Sa thải                       | 30/3/2025  | 30/3/2025  | thứ 6            | Zsolt Lőw (tạm thời)                    | 30/3/2025  | 30/3/2025  | [ 49 ] [ 50 ] |
| VfL Wolfsburg     | Ralph Hasenhüttl                        | Sa thải                       | 4/5/2025   | 4/5/2025   | thứ 12           | Daniel Bauer (tạm thời)                 | 4/5/2025   | 4/5/2025   | [ 51 ]        |

## Bảng xếp hạng

### Bảng xếp hạng
| VT | Đội                      | ST | T  | H  | B  | BT | BB | HS  | Đ  | Giành quyền tham dự hoặc xuống hạng     |
| -- | ------------------------ | -- | -- | -- | -- | -- | -- | --- | -- | --------------------------------------- |
| 1  | Bayern Munich (C)        | 34 | 25 | 7  | 2  | 99 | 32 | +67 | 82 | Tham dự vòng đấu hạng Champions League  |
| 2  | Bayer Leverkusen         | 34 | 19 | 12 | 3  | 72 | 43 | +29 | 69 | Tham dự vòng đấu hạng Champions League  |
| 3  | Eintracht Frankfurt      | 34 | 17 | 9  | 8  | 68 | 46 | +22 | 60 | Tham dự vòng đấu hạng Champions League  |
| 4  | Borussia Dortmund        | 34 | 17 | 6  | 11 | 71 | 51 | +20 | 57 | Tham dự vòng đấu hạng Champions League  |
| 5  | SC Freiburg              | 34 | 16 | 7  | 11 | 49 | 53 | −4  | 55 | Tham dự vòng đấu hạng Europa League     |
| 6  | Mainz 05                 | 34 | 14 | 10 | 10 | 55 | 43 | +12 | 52 | Tham dự vòng play-off Conference League |
| 7  | RB Leipzig               | 34 | 13 | 12 | 9  | 53 | 48 | +5  | 51 |                                         |
| 8  | Werder Bremen            | 34 | 14 | 9  | 11 | 54 | 57 | −3  | 51 |                                         |
| 9  | VfB Stuttgart            | 34 | 14 | 8  | 12 | 64 | 53 | +11 | 50 | Tham dự vòng đấu hạng Europa League     |
| 10 | Borussia Mönchengladbach | 34 | 13 | 6  | 15 | 55 | 57 | −2  | 45 |                                         |
| 11 | VfL Wolfsburg            | 34 | 11 | 10 | 13 | 56 | 54 | +2  | 43 |                                         |
| 12 | FC Augsburg              | 34 | 11 | 10 | 13 | 35 | 51 | −16 | 43 |                                         |
| 13 | Union Berlin             | 34 | 10 | 10 | 14 | 35 | 51 | −16 | 40 |                                         |
| 14 | FC St. Pauli             | 34 | 8  | 8  | 18 | 28 | 41 | −13 | 32 |                                         |
| 15 | TSG Hoffenheim           | 34 | 7  | 11 | 16 | 46 | 68 | −22 | 32 |                                         |
| 16 | 1. FC Heidenheim (O)     | 34 | 8  | 5  | 21 | 37 | 64 | −27 | 29 | Tham dự play-off trụ hạng               |
| 17 | Holstein Kiel (R)        | 34 | 6  | 7  | 21 | 49 | 80 | −31 | 25 | Xuống hạng Bundesliga 2                 |
| 18 | VfL Bochum (R)           | 34 | 6  | 7  | 21 | 33 | 67 | −34 | 25 | Xuống hạng Bundesliga 2                 |

1. ↑  VfB Stuttgart đủ điều kiện tham dự vòng đấu hạng Europa League vì là đội vô địch DFB-Pokal 2024–25.

### Vị trí theo vòng
Bảng liệt kê vị trí của các đội sau mỗi vòng thi đấu. Để duy trì các diễn biến theo trình tự thời gian, bất kỳ trận đấu bù nào (vì bị hoãn) sẽ không được tính vào vòng đấu mà chúng đã được lên lịch ban đầu, mà sẽ được thêm vào vòng đấu diễn ra ngay sau đó.
| Đội ╲ Vòng          | 1           | 2  | 3  | 4  | 5  | 6  | 7  | 8  | 9  | 10 | 11 | 12 | 13 | 14 | 15 | 16 | 17 | 18 | 19 | 20 | 21 | 22 | 23 | 24 | 25 | 26 | 27 | 28 | 29 | 30 | 31 | 32 | 33 | 34 |    |
| ------------------- | ----------- | -- | -- | -- | -- | -- | -- | -- | -- | -- | -- | -- | -- | -- | -- | -- | -- | -- | -- | -- | -- | -- | -- | -- | -- | -- | -- | -- | -- | -- | -- | -- | -- | -- | -- |
| Đội ╲ Vòng          | FC Augsburg | 8  | 15 | 11 | 12 | 15 | 13 | 15 | 12 | 11 | 13 | 14 | 13 | 13 | 13 | 13 | 13 | 12 | 12 | 12 | 12 | 12 | 12 | 11 | 11 | 11 | 9  | 8  | 11 | 10 | 10 | 10 | 11 | 11 | 12 |
| Union Berlin        | 10          | 5  | 9  | 5  | 9  | 6  | 5  | 4  | 7  | 6  | 10 | 11 | 12 | 12 | 12 | 12 | 13 | 13 | 14 | 14 | 13 | 13 | 13 | 14 | 14 | 13 | 13 | 13 | 13 | 13 | 13 | 13 | 13 | 13 |    |
| VfL Bochum          | 15          | 17 | 16 | 16 | 17 | 18 | 18 | 18 | 18 | 18 | 18 | 18 | 18 | 18 | 18 | 18 | 18 | 18 | 18 | 18 | 18 | 17 | 17 | 16 | 16 | 16 | 17 | 17 | 17 | 17 | 18 | 18 | 18 | 18 |    |
| Werder Bremen       | 9           | 13 | 8  | 11 | 10 | 11 | 8  | 9  | 10 | 8  | 12 | 12 | 10 | 9  | 7  | 9  | 9  | 9  | 9  | 8  | 10 | 10 | 12 | 12 | 12 | 12 | 12 | 10 | 9  | 8  | 8  | 8  | 8  | 8  |    |
| Borussia Dortmund   | 3           | 4  | 2  | 8  | 5  | 7  | 7  | 7  | 5  | 7  | 5  | 5  | 6  | 8  | 6  | 8  | 10 | 10 | 11 | 11 | 11 | 11 | 10 | 10 | 10 | 11 | 10 | 8  | 8  | 7  | 6  | 5  | 5  | 4  |    |
| Eintracht Frankfurt | 17          | 10 | 6  | 4  | 2  | 3  | 6  | 6  | 3  | 3  | 2  | 2  | 2  | 3  | 3  | 3  | 3  | 3  | 3  | 3  | 3  | 3  | 3  | 3  | 4  | 4  | 3  | 3  | 3  | 3  | 3  | 3  | 3  | 3  |    |
| SC Freiburg         | 1           | 9  | 7  | 3  | 7  | 4  | 3  | 5  | 6  | 5  | 7  | 6  | 7  | 5  | 9  | 6  | 8  | 8  | 10 | 9  | 6  | 5  | 4  | 5  | 5  | 6  | 7  | 7  | 6  | 5  | 4  | 4  | 4  | 5  |    |
| 1. FC Heidenheim    | 2           | 1  | 4  | 9  | 6  | 9  | 9  | 10 | 12 | 14 | 15 | 16 | 16 | 16 | 16 | 16 | 15 | 16 | 16 | 16 | 16 | 16 | 16 | 18 | 18 | 17 | 16 | 16 | 16 | 16 | 16 | 16 | 16 | 16 |    |
| TSG Hoffenheim      | 5           | 11 | 14 | 15 | 16 | 16 | 14 | 15 | 16 | 15 | 13 | 14 | 14 | 14 | 15 | 15 | 16 | 15 | 15 | 15 | 15 | 15 | 14 | 13 | 13 | 14 | 14 | 14 | 14 | 15 | 15 | 15 | 15 | 15 |    |
| Holstein Kiel       | 12          | 16 | 18 | 18 | 18 | 17 | 17 | 17 | 17 | 17 | 17 | 17 | 17 | 17 | 17 | 17 | 17 | 17 | 17 | 17 | 17 | 18 | 18 | 17 | 17 | 18 | 18 | 18 | 18 | 18 | 17 | 17 | 17 | 17 |    |
| RB Leipzig          | 7           | 3  | 3  | 6  | 3  | 2  | 2  | 2  | 2  | 2  | 3  | 4  | 4  | 4  | 4  | 4  | 4  | 5  | 5  | 4  | 4  | 4  | 6  | 6  | 6  | 5  | 6  | 5  | 4  | 4  | 5  | 6  | 7  | 7  |    |
| Bayer Leverkusen    | 4           | 8  | 5  | 2  | 4  | 5  | 4  | 3  | 4  | 4  | 4  | 3  | 3  | 2  | 2  | 2  | 2  | 2  | 2  | 2  | 2  | 2  | 2  | 2  | 2  | 2  | 2  | 2  | 2  | 2  | 2  | 2  | 2  | 2  |    |
| Mainz 05            | 11          | 12 | 15 | 10 | 12 | 10 | 12 | 13 | 13 | 10 | 8  | 7  | 9  | 7  | 5  | 5  | 6  | 6  | 6  | 6  | 7  | 6  | 5  | 4  | 3  | 3  | 4  | 4  | 5  | 6  | 7  | 7  | 6  | 6  |    |
| Mönchengladbach     | 14          | 6  | 13 | 14 | 11 | 14 | 11 | 11 | 9  | 9  | 6  | 10 | 11 | 11 | 8  | 11 | 11 | 11 | 8  | 7  | 8  | 8  | 9  | 8  | 9  | 7  | 5  | 6  | 7  | 9  | 9  | 9  | 10 | 10 |    |
| Bayern Munich       | 6           | 2  | 1  | 1  | 1  | 1  | 1  | 1  | 1  | 1  | 1  | 1  | 1  | 1  | 1  | 1  | 1  | 1  | 1  | 1  | 1  | 1  | 1  | 1  | 1  | 1  | 1  | 1  | 1  | 1  | 1  | 1  | 1  | 1  |    |
| FC St. Pauli        | 18          | 18 | 17 | 17 | 14 | 15 | 16 | 16 | 15 | 16 | 16 | 15 | 15 | 15 | 14 | 14 | 14 | 14 | 13 | 13 | 14 | 14 | 15 | 15 | 15 | 15 | 15 | 15 | 15 | 14 | 14 | 14 | 14 | 14 |    |
| VfB Stuttgart       | 16          | 14 | 10 | 7  | 8  | 8  | 10 | 8  | 8  | 11 | 9  | 9  | 8  | 6  | 10 | 7  | 5  | 4  | 4  | 5  | 5  | 7  | 7  | 9  | 8  | 10 | 11 | 9  | 11 | 11 | 11 | 10 | 9  | 9  |    |
| VfL Wolfsburg       | 13          | 7  | 12 | 13 | 13 | 12 | 13 | 14 | 14 | 12 | 11 | 8  | 5  | 10 | 11 | 10 | 7  | 7  | 7  | 10 | 9  | 9  | 8  | 7  | 7  | 8  | 9  | 12 | 12 | 12 | 12 | 12 | 12 | 11 |    |

## Kết quả

### Tỷ số
| Nhà \ Khách         | AUG | BER | BOC | BRE | DOR | FRA | FRE | HEI | HOF | KIE | LEI | LEV | MAI | MÖN | MUN | PAU | STU | WOL |
| ------------------- | --- | --- | --- | --- | --- | --- | --- | --- | --- | --- | --- | --- | --- | --- | --- | --- | --- | --- |
| FC Augsburg         | —   | 1–2 | 1–0 | 2–2 | 2–1 | 0–0 | 0–0 | 2–1 | 0–0 | 1–3 | 0–0 | 0–2 | 2–3 | 2–1 | 1–3 | 3–1 | 0–1 | 1–0 |
| Union Berlin        | 0–2 | —   | 0–2 | 2–2 | 2–1 | 1–1 | 0–0 | 0–3 | 2–1 | 0–1 | 0–0 | 1–2 | 2–1 | 1–2 | 1–1 | 1–0 | 4–4 | 1–0 |
| VfL Bochum          | 1–2 | 1–1 | —   | 0–1 | 2–0 | 1–3 | 0–1 | 2–0 | 0–1 | 2–2 | 3–3 | 1–1 | 1–4 | 0–2 | 0–5 | 1–0 | 0–4 | 1–3 |
| Werder Bremen       | 0–2 | 4–1 | 1–0 | —   | 0–0 | 2–0 | 0–1 | 3–3 | 1–3 | 2–1 | 0–0 | 2–2 | 1–0 | 2–4 | 0–5 | 0–0 | 2–2 | 1–2 |
| Borussia Dortmund   | 0–1 | 6–0 | 4–2 | 2–2 | —   | 2–0 | 4–0 | 4–2 | 1–1 | 3–0 | 2–1 | 2–3 | 3–1 | 3–2 | 1–1 | 2–1 | 1–2 | 4–0 |
| Eintracht Frankfurt | 2–2 | 1–2 | 7–2 | 1–0 | 2–0 | —   | 4–1 | 3–0 | 3–1 | 3–1 | 4–0 | 1–4 | 1–3 | 2–0 | 3–3 | 2–2 | 1–0 | 1–1 |
| SC Freiburg         | 3–1 | 1–2 | 2–1 | 5–0 | 1–4 | 1–3 | —   | 1–0 | 3–2 | 3–2 | 0–0 | 2–2 | 0–0 | 3–1 | 1–2 | 0–3 | 3–1 | 3–2 |
| 1. FC Heidenheim    | 4–0 | 2–0 | 0–0 | 1–4 | 1–2 | 0–4 | 0–3 | —   | 0–0 | 3–1 | 0–1 | 0–1 | 0–2 | 0–3 | 0–4 | 0–2 | 1–3 | 1–3 |
| TSG Hoffenheim      | 1–1 | 0–4 | 3–1 | 1–1 | 2–3 | 2–2 | 3–4 | 1–1 | —   | 3–2 | 4–3 | 1–4 | 2–0 | 1–2 | 0–4 | 0–2 | 1–1 | 0–1 |
| Holstein Kiel       | 5–1 | 0–2 | 2–2 | 0–3 | 4–2 | 2–4 | 1–2 | 1–0 | 1–3 | —   | 0–2 | 0–2 | 0–3 | 4–3 | 1–6 | 1–2 | 2–2 | 0–2 |
| RB Leipzig          | 4–0 | 0–0 | 1–0 | 4–2 | 2–0 | 2–1 | 3–1 | 2–2 | 3–1 | 1–1 | —   | 2–2 | 1–2 | 0–0 | 3–3 | 2–0 | 2–3 | 1–5 |
| Bayer Leverkusen    | 2–0 | 0–0 | 3–1 | 0–2 | 2–4 | 2–1 | 5–1 | 5–2 | 3–1 | 2–2 | 2–3 | —   | 1–0 | 3–1 | 0–0 | 2–1 | 0–0 | 4–3 |
| Mainz 05            | 0–0 | 1–1 | 2–0 | 1–2 | 3–1 | 1–1 | 2–2 | 0–2 | 2–0 | 1–1 | 0–2 | 2–2 | —   | 1–1 | 2–1 | 2–0 | 2–0 | 2–2 |
| Mönchengladbach     | 0–3 | 1–0 | 3–0 | 4–1 | 1–1 | 1–1 | 1–2 | 3–2 | 4–4 | 4–1 | 1–0 | 2–3 | 1–3 | —   | 0–1 | 2–0 | 1–3 | 0–1 |
| Bayern Munich       | 3–0 | 3–0 | 2–3 | 3–0 | 2–2 | 4–0 | 2–0 | 4–2 | 5–0 | 4–3 | 5–1 | 1–1 | 3–0 | 2–0 | —   | 3–2 | 4–0 | 3–2 |
| FC St. Pauli        | 1–1 | 3–0 | 0–2 | 0–2 | 0–2 | 0–1 | 0–1 | 0–2 | 1–0 | 3–1 | 0–0 | 1–1 | 0–3 | 1–1 | 0–1 | —   | 0–1 | 0–0 |
| VfB Stuttgart       | 4–0 | 3–2 | 2–0 | 1–2 | 5–1 | 2–3 | 4–0 | 0–1 | 1–1 | 2–1 | 2–1 | 3–4 | 3–3 | 1–2 | 1–3 | 0–1 | —   | 1–2 |
| VfL Wolfsburg       | 1–1 | 1–0 | 1–1 | 2–4 | 1–3 | 1–2 | 0–1 | 0–1 | 2–2 | 2–2 | 2–3 | 0–0 | 4–3 | 5–1 | 2–3 | 1–1 | 2–2 | —   |

1. ↑  Trận đấu ban đầu kết thúc với tỷ số hòa 1–1, nhưng sau được tính là thắng 2–0 cho Bochum sau khi thủ môn Patrick Drewes của đội khách Bochum bị một chiếc bật lửa do một người hâm mộ ném trúng và không thể tiếp tục thi đấu.[52]

### Bảng thắng bại
- T = Thắng, H = Hòa, B = Bại

| Đội \ Vòng          | 1 | 2 | 3 | 4 | 5 | 6 | 7 | 8 | 9 | 10 | 11 | 12 | 13 | 14 | 15 | 16 | 17 | Đội                 | 18 | 19 | 20 | 21 | 22 | 23 | 24 | 25 | 26 | 27 | 28 | 29 | 30 | 31 | 32 | 33 | 34 | Đội                 |
| ------------------- | - | - | - | - | - | - | - | - | - | -- | -- | -- | -- | -- | -- | -- | -- | ------------------- | -- | -- | -- | -- | -- | -- | -- | -- | -- | -- | -- | -- | -- | -- | -- | -- | -- | ------------------- |
| FC Augsburg         | H | B | T | B | B | T | B | T | H | H  | B  | T  | H  | B  | B  | B  | T  | FC Augsburg         | T  | T  | H  | H  | H  | T  | H  | T  | T  | H  | B  | T  | H  | B  | B  | B  | B  | FC Augsburg         |
| Union Berlin        | H | T | H | T | B | T | T | H | B | H  | B  | B  | B  | H  | B  | B  | B  | Union Berlin        | T  | B  | H  | T  | B  | B  | B  | T  | H  | T  | T  | H  | H  | H  | H  | B  | T  | Union Berlin        |
| VfL Bochum          | B | B | B | H | B | B | B | B | B | H  | B  | B  | B  | H  | T  | B  | T  | VfL Bochum          | H  | B  | B  | H  | T  | H  | B  | T  | B  | B  | B  | B  | B  | H  | H  | B  | T  | VfL Bochum          |
| Werder Bremen       | H | H | T | B | T | B | T | H | B | T  | B  | H  | T  | T  | T  | B  | H  | Werder Bremen       | B  | H  | T  | B  | B  | B  | B  | T  | B  | T  | T  | T  | T  | H  | H  | H  | T  | Werder Bremen       |
| Borussia Dortmund   | T | H | T | B | T | B | T | B | T | B  | T  | H  | H  | H  | T  | B  | B  | Borussia Dortmund   | B  | H  | T  | B  | B  | T  | T  | B  | B  | T  | T  | H  | T  | T  | T  | T  | T  | Borussia Dortmund   |
| Eintracht Frankfurt | B | T | T | T | T | H | B | H | T | T  | T  | T  | H  | B  | B  | T  | T  | Eintracht Frankfurt | T  | H  | H  | H  | T  | B  | B  | B  | T  | T  | B  | T  | H  | T  | H  | H  | T  | Eintracht Frankfurt |
| SC Freiburg         | T | B | T | T | B | T | T | B | H | H  | B  | T  | H  | T  | B  | T  | B  | SC Freiburg         | B  | B  | T  | T  | T  | T  | H  | H  | H  | B  | B  | T  | T  | T  | H  | T  | B  | SC Freiburg         |
| 1. FC Heidenheim    | T | T | B | B | T | B | B | H | B | B  | B  | B  | B  | B  | B  | T  | H  | 1. FC Heidenheim    | B  | B  | B  | B  | B  | H  | B  | H  | T  | T  | B  | B  | B  | T  | H  | T  | B  | 1. FC Heidenheim    |
| TSG Hoffenheim      | T | B | B | B | B | H | T | H | B | H  | T  | B  | H  | H  | B  | B  | B  | TSG Hoffenheim      | T  | H  | B  | B  | T  | H  | T  | H  | B  | H  | B  | T  | B  | B  | H  | H  | B  | TSG Hoffenheim      |
| Holstein Kiel       | B | B | B | H | B | H | B | B | T | B  | B  | B  | B  | B  | T  | B  | T  | Holstein Kiel       | B  | H  | B  | H  | B  | B  | T  | H  | B  | B  | H  | B  | H  | T  | T  | B  | B  | Holstein Kiel       |
| RB Leipzig          | T | T | H | H | T | T | T | T | B | H  | B  | B  | T  | T  | B  | T  | B  | RB Leipzig          | H  | H  | H  | T  | H  | H  | B  | H  | T  | B  | T  | T  | H  | B  | H  | H  | B  | RB Leipzig          |
| Bayer Leverkusen    | T | B | T | T | H | H | T | H | H | H  | T  | T  | T  | T  | T  | T  | T  | Bayer Leverkusen    | T  | H  | T  | H  | H  | T  | T  | B  | T  | T  | T  | H  | H  | T  | H  | B  | H  | Bayer Leverkusen    |
| Mönchengladbach     | B | T | B | B | T | B | T | H | T | H  | T  | B  | H  | T  | T  | B  | B  | Mönchengladbach     | B  | T  | T  | H  | T  | B  | T  | B  | T  | T  | H  | B  | B  | B  | H  | B  | B  | Mönchengladbach     |
| Mainz 05            | H | H | B | T | B | T | B | H | H | T  | T  | T  | B  | T  | T  | T  | B  | Mainz 05            | B  | T  | B  | H  | T  | T  | T  | T  | H  | B  | H  | B  | H  | B  | H  | T  | H  | Mainz 05            |
| Bayern Munich       | T | T | T | T | H | H | T | T | T | T  | T  | H  | T  | B  | T  | T  | T  | Bayern Munich       | T  | T  | T  | T  | H  | T  | T  | B  | H  | T  | T  | H  | T  | T  | H  | T  | T  | Bayern Munich       |
| FC St. Pauli        | B | B | B | H | T | B | B | H | T | B  | B  | T  | B  | B  | T  | B  | B  | FC St. Pauli        | T  | T  | H  | B  | B  | B  | B  | H  | T  | B  | H  | T  | H  | H  | B  | H  | B  | FC St. Pauli        |
| VfB Stuttgart       | B | H | T | T | H | H | B | T | H | B  | T  | H  | T  | T  | B  | T  | T  | VfB Stuttgart       | T  | B  | B  | T  | B  | H  | B  | H  | B  | B  | T  | B  | H  | B  | T  | T  | T  | VfB Stuttgart       |
| VfL Wolfsburg       | B | T | B | B | H | T | B | H | H | T  | T  | T  | T  | B  | B  | T  | T  | VfL Wolfsburg       | B  | H  | H  | H  | T  | H  | T  | H  | B  | B  | B  | B  | H  | B  | B  | H  | T  | VfL Wolfsburg       |
| Đội \ Vòng          | 1 | 2 | 3 | 4 | 5 | 6 | 7 | 8 | 9 | 10 | 11 | 12 | 13 | 14 | 15 | 16 | 17 | Đội                 | 18 | 19 | 20 | 21 | 22 | 23 | 24 | 25 | 26 | 27 | 28 | 29 | 30 | 31 | 32 | 33 | 34 | Đội                 |

## Play-off Xuống hạng
Vòng play-off Xuống hạng diễn ra vào ngày 22 và 26 tháng 5 năm 2025.

### Tóm tắt
| Đội 1      | TTS | Đội 2      | Lượt đi | Lượt về |
| ---------- | --- | ---------- | ------- | ------- |
| Heidenheim | 4–3 | Elversberg | 2–2     | 2–1     |

### Các trận đấu
| Heidenheim                    | 2–2      | Elversberg                 |
| ----------------------------- | -------- | -------------------------- |
| - Siersleben 61' - Honsak 64' | Chi tiết | - Petkov 18' - Asllani 42' |

| Elversberg      | 1–2      | Heidenheim                  |
| --------------- | -------- | --------------------------- |
| - Fellhauer 31' | Chi tiết | - Honsak 9' - Scienza 90+5' |

Heidenheim thắng với tổng tỷ số 4–3 và trụ hạng thành công.

## Thống kê

### Ghi bàn hàng đầu

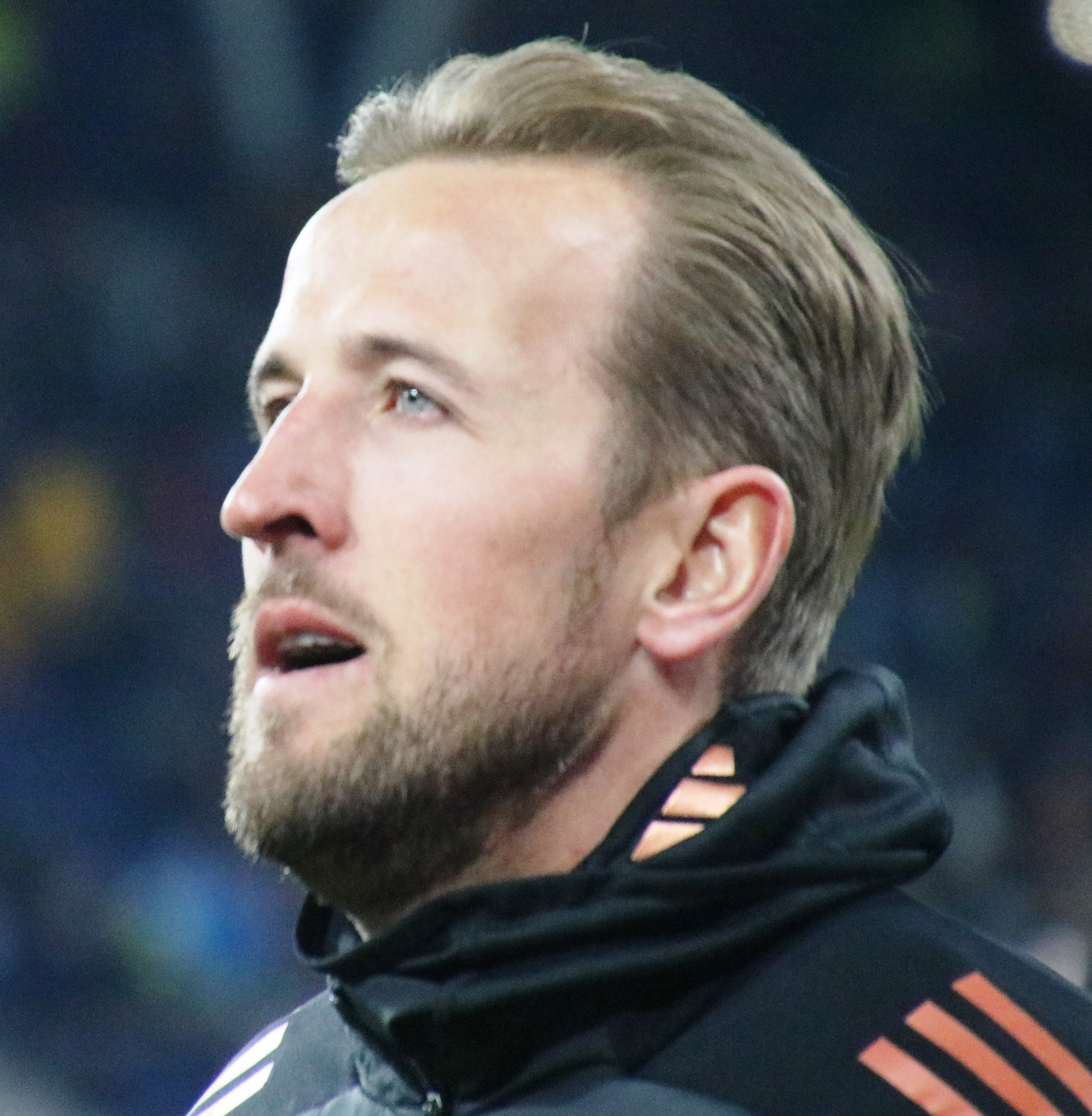
Harry Kane là vua phá lưới của mùa giải với 26 bàn thắng cho Bayern Munich.

| Hạng | Cầu thủ           | Câu lạc bộ               | Bàn thắng |
| ---- | ----------------- | ------------------------ | --------- |
| 1    | Harry Kane        | Bayern Munich            | 26        |
| 2    | Patrik Schick     | Bayer Leverkusen         | 21        |
| 2    | Serhou Guirassy   | Borussia Dortmund        | 21        |
| 4    | Jonathan Burkardt | Mainz 05                 | 18        |
| 5    | Tim Kleindienst   | Borussia Mönchengladbach | 16        |
| 6    | Omar Marmoush     | Eintracht Frankfurt      | 15        |
| 6    | Hugo Ekitike      | Eintracht Frankfurt      | 15        |
| 6    | Ermedin Demirović | VfB Stuttgart            | 15        |
| 9    | Benjamin Šeško    | RB Leipzig               | 13        |
| 10   | Nick Woltemade    | VfB Stuttgart            | 12        |
| 10   | Jamal Musiala     | Bayern Munich            | 12        |
| 10   | Michael Olise     | Bayern Munich            | 12        |

#### Hat-trick
- H (= Home): Sân nhà
- A (= Away): Sân khách
- (4) : ghi 4 bàn thắng

| Stt | Cầu thủ               | Câu lạc bộ        | Đối đầu với     | Tỷ số   | Thời gian           |
| --- | --------------------- | ----------------- | --------------- | ------- | ------------------- |
| 1   | Andrej Kramarić       | Hoffenheim        | Holstein Kiel   | 3–2 (H) | Vòng 1, 24/8/2024   |
| 2   | Harry Kane            | Bayern Munich     | Holstein Kiel   | 6–1 (A) | Vòng 3, 14/9/2024   |
| 3   | Jens Stage            | Werder Bremen     | Hoffenheim      | 4–3 (A) | Vòng 5, 29/9/2024   |
| 4   | Harry Kane            | Bayern Munich     | Stuttgart       | 4–0 (H) | Vòng 7, 19/10/2024  |
| 5   | Harry Kane            | Bayern Munich     | Augsburg        | 3–0 (H) | Vòng 11, 22/11/2024 |
| 6   | Patrik Schick         | Leverkusen        | Heidenheim      | 5–2 (H) | Vòng 11, 23/11/2024 |
| 7   | Patrik Schick(4)      | Leverkusen        | Freiburg        | 5–1 (H) | Vòng 15, 21/12/2024 |
| 8   | Myron Boadu           | Bochum            | Leipzig         | 3–3 (H) | Vòng 18, 18/1/2025  |
| 9   | Alexis Claude-Maurice | Augsburg          | Mönchengladbach | 3–0 (A) | Vòng 23, 22/2/2025  |
| 10  | Serhou Guirassy(4)    | Borussia Dortmund | Union Berlin    | 6–0 (H) | Vòng 23, 22/2/2025  |
| 11  | Alassane Pléa         | Mönchengladbach   | Werder Bremen   | 4–2 (A) | Vòng 26, 15/3/2025  |
| 12  | Ermedin Demirović     | Stuttgart         | Bochum          | 4–0 (A) | Vòng 28, 5/4/2025   |

Ghi chú
1. ↑  Vào tháng 1 năm 2025, Marmoush chuyển đến Manchester City. Anh đã chơi trận đấu cuối cùng cho Eintracht Frankfurt gặp SC Freiburg vào ngày 14 tháng 1 năm 2025.

### Kiến tạo hàng đầu
| Hạng | Cầu thủ         | Câu lạc bộ          | Kiến tạo |
| ---- | --------------- | ------------------- | -------- |
| 1    | Michael Olise   | Bayern Munich       | 15       |
| 2    | Florian Wirtz   | Leverkusen          | 12       |
| 3    | Vincenzo Grifo  | Freiburg            | 11       |
| 4    | Pascal Groß     | Dortmund            | 10       |
| 4    | Julian Brandt   | Dortmund            | 10       |
| 6    | Omar Marmoush   | Eintracht Frankfurt | 9        |
| 6    | Mohamed Amoura  | Wolfsburg           | 9        |
| 8    | Hugo Ekitike    | Eintracht Frankfurt | 8        |
| 8    | Andrej Kramarić | Hoffenheim          | 8        |
| 8    | Mitchell Weiser | Werder Bremen       | 8        |
| 8    | Marvin Ducksch  | Werder Bremen       | 8        |
| 8    | Harry Kane      | Bayern Munich       | 8        |

### Số trận giữ sạch lưới
| Hạng | Cầu thủ          | Câu lạc bộ    | Số trận thi đấu | Số trận giữ sạch lưới | Tỷ lệ |
| ---- | ---------------- | ------------- | --------------- | --------------------- | ----- |
| 1    | Péter Gulácsi    | Leipzig       | 30              | 14                    | 47%   |
| 2    | Manuel Neuer     | Bayern Munich | 22              | 13                    | 59%   |
| 3    | Michael Zetterer | Werder Bremen | 34              | 10                    | 28%   |
| 4    | Noah Atubolu     | Freiburg      | 26              | 10                    | 38%   |
| 5    | Nikola Vasilj    | St. Pauli     | 33              | 9                     | 27%   |
| 6    | Robin Zentner    | Mainz 05      | 32              | 9                     | 28%   |
| 7    | Finn Dahmen      | Augsburg      | 19              | 9                     | 47%   |
| 8    | Kevin Müller     | Heidenheim    | 33              | 8                     | 24%   |
| 9    | Frederik Rønnow  | Union Berlin  | 28              | 8                     | 28%   |

### Kỷ luật

#### Cầu thủ[55]
- Nhận nhiều thẻ vàng nhất: 11 thẻ
  -  Matúš Bero (Bochum)
  -  Nicolai Remberg (Holstein Kiel)
  -  Dominik Kohr (Mainz 05)
- Nhận nhiều thẻ đỏ nhất: 2 thẻ
  - 5 cầu thủ

#### Câu lạc bộ[56]
- Nhận nhiều thẻ vàng nhất: 81 thẻ
  - Augsburg
- Nhận ít thẻ vàng nhất: 48 thẻ
  - Bayern Munich
- Nhận nhiều thẻ đỏ nhất: 6 thẻ
  - Borussia Dortmund
- Nhận ít thẻ đỏ nhất: 1 thẻ
  - 5 câu lạc bộ

## Giải thưởng

### Giải thưởng hàng tháng
| Tháng    | Cầu thủ của tháng  | Cầu thủ của tháng   | Tân binh của tháng | Tân binh của tháng  | Bàn thắng của tháng | Bàn thắng của tháng | Tham khảo            |
| Tháng    | Cầu thủ            | Đội                 | Cầu thủ            | Đội                 | Cầu thủ             | Đội                 | Tham khảo            |
| -------- | ------------------ | ------------------- | ------------------ | ------------------- | ------------------- | ------------------- | -------------------- |
| Tháng 8  | Victor Boniface    | Leverkusen          | —                  | —                   | Thomas Müller       | Bayern Munich       | [ 57 ] [ 58 ] [ 59 ] |
| Tháng 9  | Omar Marmoush      | Eintracht Frankfurt | Kauã Santos        | Eintracht Frankfurt | Aleksandar Pavlović | Bayern Munich       | [ 57 ] [ 58 ] [ 59 ] |
| Tháng 10 | Harry Kane         | Bayern Munich       | Michael Olise      | Bayern Munich       | Kingsley Coman      | Bayern Munich       | [ 57 ] [ 58 ] [ 59 ] |
| Tháng 11 | Omar Marmoush      | Eintracht Frankfurt | Nathaniel Brown    | Eintracht Frankfurt | Jamal Musiala       | Bayern Munich       | [ 57 ] [ 58 ] [ 59 ] |
| Tháng 12 | Florian Wirtz      | Leverkusen          | Nathaniel Brown    | Eintracht Frankfurt | Joshua Kimmich      | Bayern Munich       | [ 57 ] [ 58 ] [ 59 ] |
| Tháng 1  | Florian Wirtz      | Leverkusen          | Chrislain Matsima  | Augsburg            | Florian Wirtz       | Leverkusen          | [ 57 ] [ 58 ] [ 59 ] |
| Tháng 2  | Serhou Guirassy    | Dortmund            | Lukas Ullrich      | Mönchengladbach     | Jamal Musiala       | Bayern Munich       | [ 57 ] [ 58 ] [ 59 ] |
| Tháng 3  | Nico Schlotterbeck | Dortmund            | Chrislain Matsima  | Augsburg            | Raphaël Guerreiro   | Bayern Munich       | [ 57 ] [ 58 ] [ 59 ] |
| Tháng 4  | Michael Olise      | Bayern Munich       | Daniel Svensson    | Dortmund            | Serge Gnabry        | Bayern Munich       | [ 57 ] [ 58 ] [ 59 ] |
| Tháng 5  | —                  | —                   | —                  | —                   | László Bénes        | Union Berlin        | [ 57 ] [ 58 ] [ 59 ] |

### Giải thưởng năm
| Giải thưởng            | Đoạt giải        | Đội           | Tk.    |
| ---------------------- | ---------------- | ------------- | ------ |
| Cầu thủ của mùa giải   | Harry Kane       | Bayern Munich | [ 60 ] |
| Tân binh của mùa giải  | Michael Olise    | Bayern Munich | [ 61 ] |
| Bàn thắng của mùa giải | Leopold Querfeld | Union Berlin  | [ 62 ] |

### Đội hình của mùa giải

#### kicker
| Vt. | Cầu thủ         | Đội           | Tk.    |
| --- | --------------- | ------------- | ------ |
| TM  | Péter Gulácsi   | Leipzig       | [ 63 ] |
| HV  | Matthias Ginter | Freiburg      | [ 63 ] |
| HV  | Jonathan Tah    | Leverkusen    | [ 63 ] |
| HV  | Piero Hincapié  | Leverkusen    | [ 63 ] |
| TV  | Joshua Kimmich  | Bayern Munich | [ 63 ] |
| TV  | Nadiem Amiri    | Mainz 05      | [ 63 ] |
| TV  | Michael Olise   | Bayern Munich | [ 63 ] |
| TV  | Nick Woltemade  | Stuttgart     | [ 63 ] |
| TV  | Florian Wirtz   | Leverkusen    | [ 63 ] |
| TĐ  | Serhou Guirassy | Dortmund      | [ 63 ] |
| TĐ  | Harry Kane      | Bayern Munich | [ 63 ] |

#### EA Sports
| Vt. | Cầu thủ            | Đội                 | Tk.    |
| --- | ------------------ | ------------------- | ------ |
| TM  | Robin Zentner      | Mainz 05            | [ 64 ] |
| HV  | Jonathan Tah       | Leverkusen          | [ 64 ] |
| HV  | Dayot Upamecano    | Bayern Munich       | [ 64 ] |
| HV  | Nico Schlotterbeck | Dortmund            | [ 64 ] |
| HV  | Alphonso Davies    | Bayern Munich       | [ 64 ] |
| TV  | Florian Wirtz      | Leverkusen          | [ 64 ] |
| TV  | Jamal Musiala      | Bayern Munich       | [ 64 ] |
| TV  | Michael Olise      | Bayern Munich       | [ 64 ] |
| TĐ  | Hugo Ekitike       | Eintracht Frankfurt | [ 64 ] |
| TĐ  | Harry Kane         | Bayern Munich       | [ 64 ] |
| TĐ  | Serhou Guirassy    | Dortmund            | [ 64 ] |

#### VDV
| Vt. | Cầu thủ            | Câu lạc bộ    | Tk.    |
| --- | ------------------ | ------------- | ------ |
| TM  | Finn Dahmen        | Augsburg      | [ 65 ] |
| HV  | Nico Schlotterbeck | Dortmund      | [ 65 ] |
| HV  | Jonathan Tah       | Leverkusen    | [ 65 ] |
| HV  | Dayot Upamecano    | Bayern Munich | [ 65 ] |
| HV  | Joshua Kimmich     | Bayern Munich | [ 65 ] |
| TV  | Granit Xhaka       | Leverkusen    | [ 65 ] |
| TV  | Jamal Musiala      | Bayern Munich | [ 65 ] |
| TV  | Florian Wirtz      | Leverkusen    | [ 65 ] |
| TV  | Nadiem Amiri       | Mainz 05      | [ 65 ] |
| TĐ  | Michael Olise      | Bayern Munich | [ 65 ] |
| TĐ  | Harry Kane         | Bayern Munich | [ 65 ] |